# Смердов Микола Андріанович
Микола Андріанович Смердов (1905, село Большой Антібес Томської губернії, тепер Маріїнського району Кемеровської області, Російська Федерація — 1958, місто Лебедянь Липецької області, тепер Російська Федерація) — радянський діяч, в.о. голови Барнаульської міської ради Алтайського краю, голова виконавчого комітету Алтайської крайової ради депутатів трудящих. Депутат Верховної Ради СРСР 1-го скликання (1937—1946).

## Біографія
Народився в бідній селянській родині. До 1920 року перебував на утриманні матері, яка наймитувала в заможних селян.
З 1920 по 1925 рік працював разом з матір'ю в своєму бідняцькому селянському господарстві. У 1924 році вступив до комсомолу і був обраний секретарем сільського комсомольського осередку. У 1925 році повітовим комітетом ВЛКСМ відряджений на навчання до Томського робітничого факультету, де навчався до 1932 року.
У 1928—1932 роках — студент хімічного факультету Сибірського технологічного (Західно-Сибірського хіміко-технологічного) інституту в місті Томську.
Член ВКП(б).
У 1932 — березні 1936 року — завідувач лабораторії, начальник відмочно-зольного, начальник оздоблювального цеху Барнаульського шкіряного заводу. У березні 1936 — березні 1937 року — помічник технічного керівника Барнаульского овчинно-шубного заводу. У березні — вересні 1937 року — директор Барнаульского овчинно-шубного заводу.
У вересні 1937 — червні 1938 року — в.о. голови Барнаульської міської ради Алтайського краю.
У червні 1938 — 7 січня 1940 року — голова Організаційного комітету Президії ВЦВК — Верховної ради Російської РФСР по Алтайському краю.
8 січня 1940 — січень 1943 року — голова виконавчого комітету Алтайської крайової ради депутатів трудящих.
У 1943—1949 роках — заступник голови виконавчого комітету Кемеровської обласної ради депутатів трудящих.
З 1949 року — слухач Вищої партійної школи при ЦК ВКП(б) у Москві.
Потім працював у Міністерстві сільського господарства СРСР.
До 1958 року — директор ремонтно-технічної станції в місті Лебедянь Липецької області.

## Нагороди
- орден Трудового Червоного Прапора
- медалі